# La piedra ausente
La Piedra Ausente (2013) es un documental que cuenta la historia del traslado de la piedra tallada más grande de las Américas desde el pueblo de San Miguel de Coatlinchán al Museo Nacional de Antropología de México, en la Ciudad de México. El documental sigue la evolución durante miles de años de la relación del monolito con la gente nativa.  Provee dos perspectivas claras: la de la gente que perdió el monolito de su tierra y el de la gente que pensaba que el monolito debía de estar en el capital para disfrute de todos.

## Fondo
En las leyendas aztecas, Tláloc era el dios de la lluvia. El monolito de Tláloc, o la piedra de los Tecomates (como la llaman la gente de San Miguel Coatlinchán), fue descubierto al lado del arroyo de Santa Clara en un pueblo a 40 km de distancia de la capital. Además, es posible que el monolito representase a una “hermana diosa” de Tláloc. El arqueólogo Leopoldo Batres la estudió en 1903, y en 1964, se decidió trasladar el monolito a la Ciudad de México. Actualmente, la piedra está bajo la supervisión del Museo Nacional de Antropología de México, donde «se yergue majestuoso en la avenida Paseo de la Reforma para dar la bienvenida a sus visitantes».  Sin embargo, el museo admite que el monolito «se encuentra cerca de una de las avenidas más transitadas y contaminadas de la ciudad de México, lo que ha provocado zonas de oscurecimiento de la superficie de la roca —sobre todo ahí donde se encharca el agua de lluvia--que han alterado cromáticamente su superficie».

## Argumento
La trama del documental se centra en los eventos que condujeron al traslado de la piedra y en sus efectos actuales. Empieza con una breve historia animada de las leyendas del monolito y como llegó exactamente al lugar de donde fue descubierto por el gobierno mexicano. Muestra las perspectivas de la gente de San Miguel de Coatlinchán durante la época del traslado y en años recientes.  Además, entrevistan a pobladores —desde trabajadores desinformados a personas que saben mucho sobre el monolito y su historia— para recabar sus pensamientos y opiniones con respecto a la extracción de la piedra de su tierra natal.  Los cineastas también entrevistan fuentes externas como antropólogos y científicos para obtener su perspectiva, más objetiva.  El documental también sigue la narrativa de los oficiales que hicieron que la piedra fuera trasladada a su sitio actual en la avenida Paseo de la Reforma. Cuenta con entrevistas con Pedro Ramírez Vázquez, un arquitecto involucrado en el traslado del objeto, entre otros. 

## Directores

### Sandra Rozental
Sandra Rozental recibió ambos su grado bachelor en Cultura y Política y su Masters en Estudios Latinoamericanos de Georgetown University.  Recibió su doctorado en antropología social de la Universidad de Nueva York.  Su tesis final, “Movilizando el monolito: el patrimonio y la producción de México por sus fragmentos,” fue la inspiración para crear La Piedra Ausente con Jesse Lerner.  Ha enseñado como profesor en varias universidades mexicanas y actualmente es docente en la Universidad Autónoma Metropolitana en la Ciudad de México y la Universidad de Nueva York.

### Jesse Lerner
Jesse Lerner es cineasta y académico estadounidense.  Ahora vive en Los Ángeles y enseña como profesor de medios en Pitzer College.  Otras obras incluyen "Fronterilandia," "Ruinas," "The Atomic Sublime," y "El Egipto americano," y las películas cortas "Magnavoz," "T.S.H." y "Nativos."  La mayoría de estos centran en temas relacionados con América Latina. También es escritor de libros como F is for Phony y The Maya of Modernism, entre otros. Ha curado varias exhibiciones de film y fotografía por el mundo.

## Reseñas
Tiene una clasificación de 6.6 de 10 estrellas en IMDB.

### Reseñas críticas
- Isabel Medina González escribe en su reseña "Arqueología del no-artefacto: Reseña a La piedra ausente", que “su visión multivocal, multidimensional, multitemporal y multigeográfica merece la atención de la academia y, por supuesto, del público, mexicanos y extranjeros.”[5]
- Participó en los festivales cinemáticos de Guanajuato y Morelia, Raindance Film Festival, San Francisco Latino Film Festival, The Ann Arbor Film Festival, y la Gira de Documentales Ambulante, entre otros. El documental fue presentado en varios países.
- Recibió el Premio del Jurado (2013) en el Festival de Cine Ann Arbor, el Premio Zapata Documental Mexicano (2013) en el Festival de la Memoria como Documental Iberoamericano, y la Mejor propuesta de animación (2013) en el Festival Pantalla de Cristal de México.

### Boletería
El documental no fue estrenado en ningún cine público, sino en ámbitos académicos y festivales artísticos.

## Reacción gubernamental
El gobierno mexicano, a través de la Secretaría de Cultura, dijo que “es un trabajo que en sí mismo es de gran valor documental e histórico.” Comenta en particular en el enfoque objetivo (“Sin señalar culpables ni víctimas”) de las entrevistas y del proyecto total. También reconoce que la gente local siempre tendrán su propia opinión sobre lo que pasó, y eso es la antropología.